# Clodoaldo
Clodoaldo Tavares de Santana  (ur. 26 września 1949 w Aracaju) – brazylijski piłkarz, pomocnik. Mistrz świata z roku 1970.
W reprezentacji Brazylii w latach 1969–1974 rozegrał 40 oficjalnych spotkań. Podczas MŚ 70 był graczem podstawowej jedenastki i wystąpił we wszystkich meczach Brazylii w finałach, strzelając jedną bramkę. Przez kilkanaście sezonów grał w Santosie FC (1966–1979). Był także zawodnikiem amerykańskiego Tampa Bay Rowdies (1980) i Nacional Futebol Clube (1981)